# Smyriodes aphronesa
Smyriodes aphronesa là một loài bướm đêm trong họ Geometridae.